# S-39

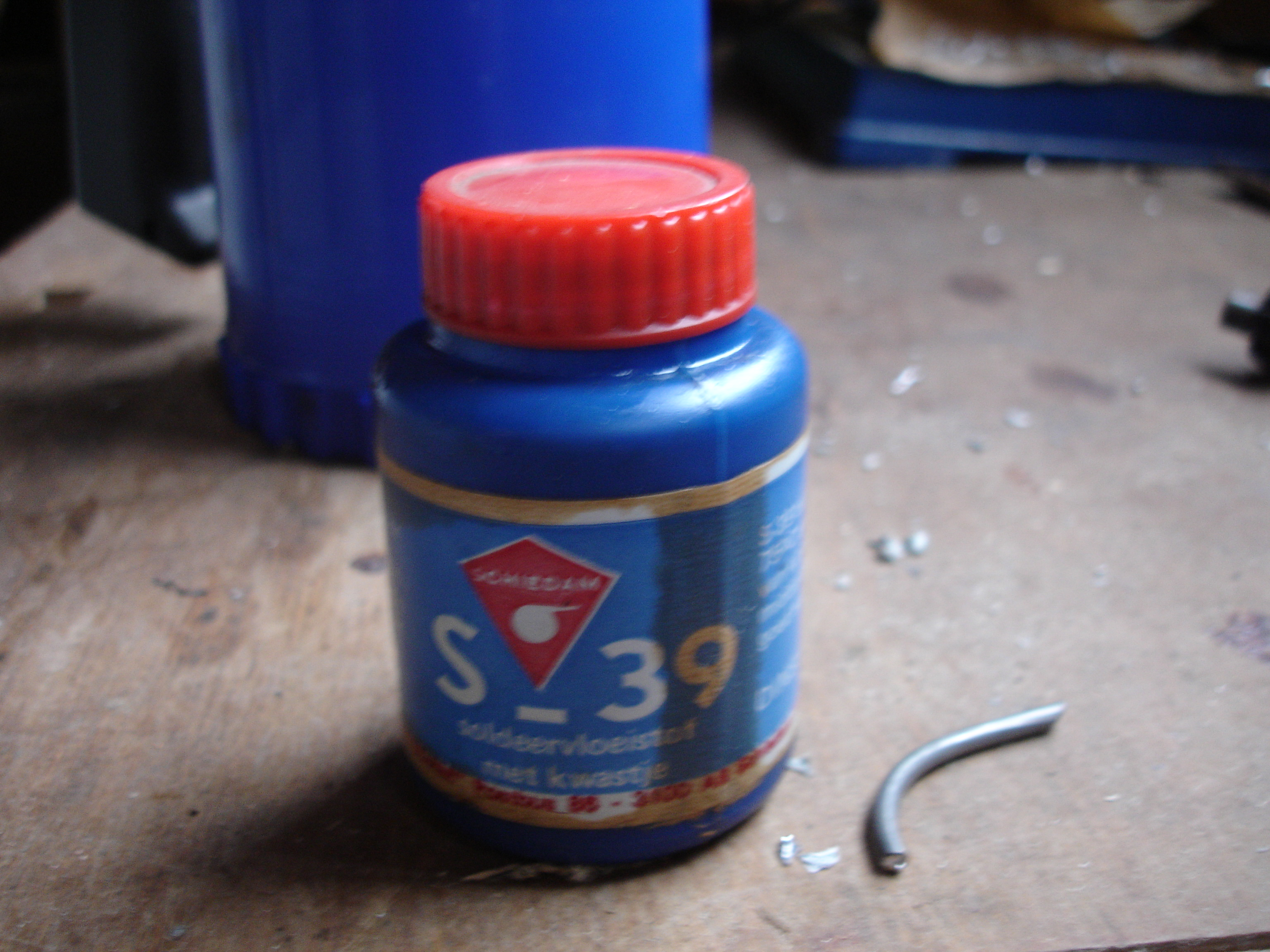
Potje met S-39

S-39 is een flux dat men gebruikt bij het solderen van metalen zoals koper en ijzer.
Het originele product was gemaakt op basis van zoutzuur en is dus een reductor die de oxidatie van de te solderen materialen tegengaat. S-39 op zoutzuurbasis werd vooral gebruikt voor het solderen van waterleiding in koper, maar veroorzaakte corrosie en werd daarom verboden voor drinkwatertoepassingen. 
Onder hetzelfde label werd echter een zuurvrij soldeermiddel S39-Cu (KIWA), goedgekeurd voor het solderen van waterleiding, terug op de markt gebracht. 
Ook wordt er een versie verkocht onder de naam S-39 (Universal). Deze geniet echter niet het keurlabel van KIWA en meermaals is de vermelding "niet geschikt voor drinkwaterleidingen" terug te vinden.
S-39 wordt gemaakt door Bison International (heeft in 1990 de Chemische Fabriek Schiedam overgenomen). Vele soldeerproducten van de firma beginnen met S39 zoals S39 vertinningspasta,  S39-Zn, S39-Cu, S39-RVS en Schiedam/S39. 
Ook producten als S-65 KIWA werden op de markt gebracht als soldeermiddel goedgekeurd voor drinkwatersystemen in koper.
De verschillende benamingen verwarren de consument die geen duidelijkheid heeft omtrent de samenstelling of correct gebruik.